# Religieux de Saint-Vincent-de-Paul
Les Frères de Saint-Vincent-de-Paul, devenus les Religieux de Saint-Vincent-de-Paul (Congregatio Religiosorum S. Vincentii a Paulo) forment une congrégation religieuse catholique de frères et pères fondée le 3 mars 1845 par Jean-Léon Le Prevost (10 août 1803 à Caudebec-en-Caux - 1874), Clément Myionnet et Maurice Maignen pour l'évangélisation des milieux populaires.

## Historique
À sa naissance, la congrégation est donc formée de religieux frères. Il faudra attendre 1850 et l'arrivée de l'abbé Henri Planchat pour qu'elle soit composée des deux éléments : frères et pères.
Jean-Léon Le Prevost vient à Paris en 1825 et rejoint le groupe d'étudiants réunis par le bienheureux Frédéric Ozanam pour secourir les pauvres.

## Activité et diffusion
Dits à l'origine « Frères de Saint-Vincent de Paul », ils deviennent Religieux de Saint-Vincent de Paul pour souligner le fait de n'être pas une congrégation composée uniquement de religieux frères mais intégrant aussi des religieux prêtres. La congrégation est destinée à l'éducation et au soutien de la jeunesse, en particulier de la jeunesse défavorisée. Elle essaime à partir de 1884 au Canada. Elle reçoit son Decretum laudis sous le pontificat de Pie IX en 1869 et ses constitutions sont définitivement approuvées par le Saint-Siège, le 13 avril 1906. En 1914, un tiers des religieux quittent la congrégation pour former en 1918 les fils de la Charité fondés par le P. Anizan, d'obédience plus libérale.
Les pères et frères sont aujourd'hui actifs en France et en Italie, au Brésil et au Canada, au Burkina Faso, en République démocratique du Congo et en Côte d'Ivoire. Leur maison généralice est à Rome.
Au 31 décembre 2005, ils étaient au nombre de 242 (dont 122 prêtres) dans 48 maisons. Depuis 2014, son supérieur général est le Père Bertin Sanon, originaire du Burkina Faso. Son conseil comprend le Père Alain Fiset, originaire du Canada; le Père Cléber Polizer, originaire du Brésil ; le Frère Anthony Royon, originaire de France et le Frère André Ouani, originaire du Burkina Faso.
En France, la congrégation anime également des paroisses, comme la paroisse Notre-Dame-du-Bon-Conseil dans le XVIIIe arrondissement de Paris, ou les paroisses Notre-Dame-de-Nazareth et Notre-Dame-de-la-Salette dans le XVe arrondissement de Paris (avec la chapelle Notre-Dame-de-Grâce de Grenelle). Le provincial de France est le Père Gilles Morin.
En Afrique de l'Ouest ( Burkina Faso-Côte d'Ivoire), la congrégation anime le patronage Clément Myionnet et la Paroisse Notre Dame de Koubri et a sa maison de formation de philosophie: scolasticat Saint-Thomas-d'Aquin à Tampuy à Ouagadougou. Elle anime dans la ville de Dédougou le centre de Jeunes du Jardin (JJD) et le centre de santé Lève toi et marche. Dans la ville de Bobo Dioulasso, elle anime le sanctuaire Notre-Dame-de-la-Salette et le patronage Jean-Léon-Le-Prevost au secteur 22; et a sa maison de formation de spiritualité (année le prévostienne à Nasso). En Côte d'Ivoire, la congrégation anime la paroisse Saint-Martin et le patronage Saint-Charles-Lwanga à Air France 2; la paroisse Saint-Vincent-de-Paul à Air France 3 et la maison de l'enfance à Air France 1 et à Kaloukro.

## Liste des écoles et orphelinats

### Institution Saint-Vincent-de-Paul-Combreux
Cette institution était située au château de Combreux, près de Tournan-en-Brie (Seine-et-Marne).
Ce château est donné aux Sœurs de Saint-Vincent-de-Paul en 1896 pour en faire une maison de retraite pour les sœurs de Saint-Vincent-de-Paul. À partir de 1915 et jusqu'en 1930, la maison de retraite est remplacée, dans l'ancienne ferme attenante, par un premier orphelinat pour jeunes filles. De 1931 à 1940, les jeunes filles sont remplacées par un orphelinat pour jeunes garçons transféré de l'orphelinat de Vaugirard. Par la suite, les orphelins sont envoyés à Combreux par décision de l'évêque de Meaux.
De 1939 à 1941, Combreux accueille l'école Saint-Joseph de Matzenheim qui avait dû fuir l'Alsace devant l'armée allemande.
Ce n'est qu'à partir de 1940, que l'institution accueille des enfants non orphelins, mais issus soit de familles nombreuses, soit présentant des troubles d'ordre social.
En 1950, l'institution accueille un petit séminaire, sous la direction du Père Constant, dont de nombreux prêtres et moines seront issus.
Au début des années 1960, le petit séminaire est remplacé par un collège et un lycée. 
1) Liste des Pères supérieurs de l'Institution Saint-Vincent-de-Paul :
- Révérend Père Jean-Baptiste Cannier (1931-1944)
- Révérend Révérend Père André-Henri Marit (1944-1950),
- Révérend Père Rémy-Gabriel Constant (1950-1959),
- Père Maurice Pallay (interim 1971-1974)
- Père André Moret (1959-1984)

2) Liste des directeurs de l'enseignement :
- Révérend Frère Arthur Sèle (1886-1971) : directeur de l'enseignement primaire de 1931 à 1960,
- Père Constant : directeur de l'enseignement religieux et du petit séminaire,
- Frère Lancien : directeur de l'enseignement primaire de 1961 à 1979.

3) Liste des surveillants  :
du primaire :
- Frère Vinckel : Surveillant général de 1940 à 1965,
- Frère Noël Dioc : Surveillant général dans les années 70
- Frère Henri Batalie : Surveillant général

du secondaire :
- Frère Méheux : Surveillant général (1952-1965/1966),
- Frère Georges Écomard : Surveillant général (1965/1966 à 1984)
- Frère Bulard : Surveillant de 1970 à 1984.
- Frère Lamy: Surveillant dans les années 70

4) Liste des religieux enseignants :
- Père Constant : directeur de l'enseignement religieux et du petit séminaire
- Père Fasola
- Père Lamy de la Chapelle
- Père André Moret
- Père Maurice Pallay
- Père Pozzera
- Frère René François
- Frère Lancien
- Frère Audin

L'école, faute d'enseignants religieux et non agréée par l'État[réf. nécessaire], ferme ses portes définitivement en 1984.
La société des Orphelins d'Auteuil la remplace dans les lieux.

## Abus sexuels
- Le prêtre québécois Denis Vadeboncœur, membre des Religieux de Saint-Vincent-de-Paul, condamné à deux reprises pour avoir agressé sexuellement des enfants en 1985 au Canada puis en 2005 en France[4],[5].
- En mai 2021, une action collective contre les religieux de Saint-Vincent-de-Paul est autorisée au Canada. Le requérant allègue avoir été abusé sexuellement au Patro de Jonquière, au Lac-Kénogami, dans les années 1960[6].

## Supérieur général de la congrégation
Père Jean-Léon Le Prevost 1845-1874
Père Louis Lantiez 1874-1884
Père Alfred Leclerc 1884-1907
Père Jean-Emile Anizan 1907-1914
Père Fernand Desrousseaux 1914-1946
Père Louis Houdiard 1946-1964
Père Doury 1964-1976
Mgr Maurice Couture 1976-1982, archevêque de Québec,
Père René Dumas 1982-1990
Père Richard Corbon 1990-1996
Père Yvon Laroche 1996-2008
Père Philippe Mura 2008-2014
Depuis le 1er mai 2014, le supérieur général est le père Bertin Sanon, originaire du Burkina Faso.

## Personnalités
- Georges Bellanger (1861-1902)
- Jean-Léon Le Prevost (1803-1874)
- Charles Maignen (1858-1937)
- Maurice Maignen (1822-1890)
- Clément Myionnet (1812-1886)
- Henri Planchat (1823-1871)
- Maurice Couture (1926-2018), archevêque de Québec de 1990 à 2002. Unique prélat issu de cet ordre à ce jour.